# أسطول الخلافة المبكرة
حافظت الإمبراطورية العربية على شبكة تجارية كبيرة ووسعتها عبر أجزاء من آسيا وإفريقيا وأوروبا. ساعد ذلك في تأسيس الإمبراطورية العربية (بما في ذلك الخلفاء الراشدين والأمويين والعباسيين والفاطميين) واعتبارها قوة اقتصادية رائدة في العالم بين القرنين الثامن حتى الثالث عشر وفقًا لعالم السياسة جون إم هوبسون. يسود الاعتقاد بأن معاوية بن أبي سفيان كان أول مخطط ومؤسس للبحرية الإسلامية.
نجح الفتح البحري للخلافة المبكرة في ترك إرث طويل الأمد للمؤسسات البحرية الإسلامية من غزو قبرص ومعركة ذات الصواري الشهيرة وصولًا إلى الدول التي خلفتها مثل منطقة ترانسوكسيانا في البلاد الواقعة بين نهر جيهون (أوكسوس/أمو داريا) وسير داريا إلى السند (باكستان حاليًا) على يد الأمويين، وخليج القراصنة المسلمين البحري في لا غارد-فرينيت على يد إمارة قرطبة، ونهب روما من قبل الأغالبة في حقبة لاحقة.
قام المؤرخ إيريك إي غريك بتجميع الدستور العسكري للدولة الراشدية والدول التي خلفتها مباشرة من الأمويين حتى الخلافة العباسية على الأقل بالإضافة إلى الإمارات التابعة لها على شكل كيان واحد وفقًا لمعايير فريد دونر للدول الوظيفية. كان هذا التجميع ينطبق بشكل خاص على القوات البحرية للخلافة ككل. مع ذلك، لا يعتبر بلانكينشيب انتقال الحكم من الراشدين إلى الأمويين نهاية للمؤسسة العسكرية للخلافة المبكرة، ويشمل ذلك عناصرها البحرية. بقي الأمر كذلك على الأقل حتى نهاية حكم الخليفة الأموي العاشر المدعو هشام بن عبد الملك، إذ كان الجهاد دافعًا رئيسيًا دينيًا وسياسيًا لجيش «دولة الجهاد المبكرة» التي امتدت من خلافة الراشدين حتى وصول هشام للخلافة ما اعتبره بلانكينشيب نفس البنية.

## تاريخ بحرية الخلافة
خلال حياة نبي الإسلام محمد، كانت هناك أنشطة بحرية محدودة مثل سرية علقمة بن مجزز المدلجي. أرسل علقمة بن مجزز المدلجي مع 300 رجل للقتال ضد بعض الرجال من مملكة أكسوم الذين تجمعوا بالقرب من شواطئ جدة، وكانوا يقتربون من مكة. كان عبد وجعفر من ساحل عمان قد قطعوا سابقًا العلاقات مع الإمبراطورية الساسانية، وأقسموا الولاء لمحمد، في حين أعطى البحريني المدعو العلاء بن الحضرمي ولاءه آنذاك بإرسال جزية قدرها 80 ألف درهم لمحمد.

### حروب الردة
بعد وفاة محمد، قُبل بالإجماع أبو بكر خليفة للمسلمين من بعده. نشأت الخلافات بعد ذلك بوقت قصير، إذ انتشرت الردة على امتداد شبه الجزيرة العربية باستثناء الناس في مكة والمدينة والطائف وبني عبد القيس في عمان. نتج عن ذلك حملات التهدئة الطويلة في حروب الردة. حصل أبو بكر خلال الحملة على دعم من عبد الجولند وشقيقه جعفر، وهم حكام أزد العرب في الموانئ الكبيرة في ساحل عمان. أعطى الأخوة الجولانديون إنذارًا نهائيًا للعناصر الساسانية داخل مملكتهم للخضوع للإسلام. رفضت الحاميات الساسانية، وطردوا من السواحل نتيجة لذلك، ما أتاح للخلافة حديثة العهد السيطرة على موانئ ساحلية عديدة في شرق شبه الجزيرة العربية. طُردت البحرية الساسانية من قبل القوات الإسلامية في شرق الجزيرة العربية، ثم لاحقتهم الأخيرة في الخارج حتى حدود مدينة داستاغرد. حوصر الساسانيون في داستاغرد وطالبوا بالصلح من أجل السلام ودفعوا الجزية، ونتيجة لذلك وافقت القوات المسلمة التي لاحقتهم على المغادرة والعودة إلى ديارهم. في هذه الأثناء، كان الوضع في مملكة البحرين العربية أيضًا يصب في صالح الخلافة الراشدية، ويعد العلاء بن الحضرمي، حاكم المملكة مثالًا على ذلك، إذ بايع الخلافة إلى جانب عرفجة والعلاء والقائد البحري العربي المسلم الأول وفقًا لمحمود شيت خطاب.